# Явката ДЛГ
Явор Тодоров, по-известен със сценичното си име Явката ДЛГ, e български рап изпълнител, текстописец, поет и бийтмейкър.

## Биография
Явор Тодоров е роден на 25 октомври 1989 година в Бургас. Завършва във Варна, в Трета Природоматематическа гимназия „Академик Методий Попов“, където тренира баскетбол. Като млад известно време работи в супермаркет, както и като охрана.
След това започва дългогодишна кариера в музиката. В музикалните среди стилът му е описван като „социален рап“. Често срещани теми в творчеството му са сатирата, нихилизма и осмиване на съвременни житейски стереотипи.

## Музикална кариера
Започва да се занимава по-сериозно с музика през 2006 г., като бийтмейкър по време на гимназиалното си обучение. През 2010 г. издава първата си песен с Dim4ou, „777“, която става и първата му официална песен в онлайн пространството като изпълнител. През същата година двамата записват интервю за Сурово!, в която представят възгледите си над живота, както и съвместната им работа.
Чрез Студио 21, често описвано като гореща точка за рап средите, се среща и сътрудничи и с много други изпълнители. В същия период създава и трилогия с героя си Бат' Мичо Известният, чрез който осмива преувеличен характеристики на съвременни социални стереотипи.
Най-чести колаборации има с друг варненски изпълнител, MadMatic. Съвместни песни с висок успех са „Писма“, „МУМУ“, „Искрено ваш“ и „Спри, спри“.
Едни от най-известните му хитове е ремиксът „Няма к'во да стане“ (2014), както и „Пожарогасител“ (2014), записано като част от поредицата OneShot. В серията от песни е поканен от рапъра Ицо Хазарта.
Заедно с Иван Кирков от Комеди Клуб записват серия подкасти, започващи от 2018 до 2022.

### Дискография
- Човекът, който се смее (2011)
- HRDLG (2013)
- Човекът, който се смее 2 (2014)
- HRDLG2 (2023)

### Голям Юс
Заедно с Боро Първи и MadMatic създават групата „Голям Юс“. Проектът се състои от три албума, които съдържат общо 21 песни. Публикувани са сборно в диск, „Избрани Съчинения в 3 Тома“. През 2024г. излиза и четвърта част на албума, като за сингъла от албума "Спуки" е заснет клип, отговарящ на световните стандарти. В клипа Явката е пастор. 

## Произход на псевдонима
Явката ДЛГ (Дългия) е органично появил се псевдоним, възникнал поради високия му ръст.

## Награди

### Годишни българскихип-хопнагради на 359hiphop.com[3]
- Най-добър албум 2014 – Явката ДЛГ – „Човекът, който се смее 2“
- Най-добър видеоклип на годината – Ъндърграунд за 2017 – Атила, Явката ДЛГ, Жлъч – ОТ А ДО Я